# 电力公司 (1971年电视剧)
《电力公司》（The Electric Company）是美国儿童电视工作室制作的一部教育类儿童电视连续剧，1971年10月25日到1977年4月15日在PBS上共播出六季、780集，之后多次重播。这部作品的目的是通过喜剧小品等形式开发小学生的语法和阅读能力。2009年，芝麻工作室将这部电视剧重制。